# 卡米尔·格拉巴拉
卡米尔·格拉巴拉（波蘭語：Kamil Grabara，1999年1月8日—），波兰男子足球运动员，司职守门员。他曾代表波兰国家队参加2022年国际足联世界杯，结果队伍止步十六强赛。